# Oskars Muižnieks
Oskars Muižnieks (* 9. Dezember 1989 in Jūrmala) ist ein lettischer Biathlet und Skilangläufer.

## Karriere
Oskars Muižnieks gab sein internationales Debüt bei den Junioren-Wettbewerben der Sommerbiathlon-Weltmeisterschaften 2007 in Otepää und erreichte dort bei den Rennen in der Teildisziplin Crosslauf den 18. Platz im Sprintrennen, wurde 24. im Massenstart und Neunter mit der lettischen Staffel. 2008 bestritt er auch einige Rennen im Junioren-Europacup. Höhepunkt der Saison wurden die Junioren-Weltmeisterschaften in Ruhpolding, wo Muižnieks 14. im Einzel, 46. im Sprint, 34. im Verfolgungsrennen und Achter mit der Staffel Lettlands wurde. Kurz darauf startete er auch bei den Wettbewerben der Junioren der Biathlon-Europameisterschaften 2008 in Nové Město na Moravě. Das Einzel beendete er auf dem 16. Platz, lief im Sprint auf Rang 52 und wurde mit der Staffel Siebter. In Ufa trat der Lette bei den Biathlon-Europameisterschaften 2009 zum zweiten Mal bei einer EM an und wurde zunächst bei den Junioren eingesetzt. Im Einzel wurde er 28., 27. im Sprint und 15. der Verfolgung. Für das Staffelrennen wurde Muižnieks zu den Männern berufen.
2009 gab Muižnieks in Nové Město na Moravě sein Debüt im IBU-Cup. Sein erstes Rennen, ein Sprint, beendete er als 53. In Osrblie gewann er als 35. eines Sprints erste Punkte und erreichte sein bislang bestes Resultat in dieser Rennserie. Bei der EM 2009 wurde er erstmals bei einer internationalen Meisterschaft bei den Männern eingesetzt und erreichte mit Edgars Piksons, Aleksandris Sverckovs und Rolands Pužulis den elften Platz. Bei den Biathlon-Weltmeisterschaften debütierte er 2013 in Nové Město na Moravě debütierte er über die Sprintdistanz und belegte den 113. Rang. Auch im Einzel ging er an den Start, beendet das Rennen jedoch nicht.
Im Skilanglauf startete Muižnieks bei den Nordischen Skiweltmeisterschaften 2011 in Oslo und belegte dabei den 78. Platz im Sprint. Im Januar 2015 wurde er lettischer Meister über 15 km klassisch. Zwei Jahre später gewann er bei den lettischen Meisterschaften in Vietalva über 15 km klassisch. Zudem siegte er im Freistil-Sprint.

## Statistiken

### Weltcupplatzierungen
Die Tabelle zeigt alle Platzierungen (je nach Austragungsjahr einschließlich Olympische Spiele und Weltmeisterschaften).
- 1.–3. Platz: Anzahl der Podiumsplatzierungen
- Top 10: Anzahl der Platzierungen unter den ersten zehn (einschließlich Podium)
- Punkteränge: Anzahl der Platzierungen innerhalb der Punkteränge (einschließlich Podium und Top 10)
- Starts: Anzahl gelaufener Rennen in der jeweiligen Disziplin
- Staffel: inklusive Mixed- und Single-Mixed-Staffeln

| Platzierung         | Einzel | Sprint | Verfolgung | Massenstart | Staffel | Gesamt |
| ------------------- | ------ | ------ | ---------- | ----------- | ------- | ------ |
| 1. Platz            |        |        |            |             |         |        |
| 2. Platz            |        |        |            |             |         |        |
| 3. Platz            |        |        |            |             |         |        |
| Top 10              |        |        |            |             | 1       | 1      |
| Punkteränge         |        |        | 1          |             | 4       | 5      |
| Starts              | 4      | 7      | 2          |             | 4       | 17     |
| Stand: Karriereende |        |        |            |             |         |        |

### Olympische Winterspiele
Ergebnisse bei Olympischen Winterspielen:
|                                             | Einzelwettbewerbe | Einzelwettbewerbe | Einzelwettbewerbe | Einzelwettbewerbe | Staffelwettbewerbe | Staffelwettbewerbe |
| Sprint                                      | Verfolgung        | Einzel            | Massenstart       | Herrenstaffel     | Mixedstaffel       |                    |
| ------------------------------------------- | ----------------- | ----------------- | ----------------- | ----------------- | ------------------ | ------------------ |
| Olympische Winterspiele 2018 \| Pyeongchang | 66.               | –                 | 42.               | –                 | –                  | –                  |